# The Beatles' Story
The Beatles' Story is een album van de Britse band The Beatles. Het is hun zesde album dat exclusief in de Verenigde Staten werd uitgebracht. Het album bestaat uit interviews, persconferenties en korte fragmenten van orkestrale versies van Beatles-nummers. Capitol Records bracht het album uit als antwoord op Hear the Beatles Tell All, een compilatie van radio-interviews dat door Vee-Jay Records werd uitgebracht. Het album is geproduceerd door liedjesschrijver Gary Usher en dj en tekstschrijver Roger Christian. John Babcock, Al Wiman en Christian praten de interviews aan elkaar.

## Achtergrond
Capitol Records wilde oorspronkelijk een album uitbrengen van het concert dat The Beatles op 23 augustus 1964 gaven in de Hollywood Bowl. Dit concert werd opgenomen, maar de bandleden en producer George Martin stonden dit niet toe vanwege de lage geluidskwaliteit en het vele schreeuwen van het publiek. Op The Beatles' Story is desondanks een fragment van 48 seconden uit de live-opname van "Twist and Shout" tijdens dit concert te horen; het was de eerste concertopname dat op een officieel Beatles-album werd uitgebracht.
Op The Beatles' Story worden interviews en persconferenties afgewisseld met muziek. Verder zijn er speciale tracks gewijd aan elk van de vier bandleden - John Lennon, Paul McCartney, George Harrison en Ringo Starr - en aan hun manager Brian Epstein en producer George Martin. The Hollyridge Strings waren verantwoordelijk voor de orkestrale versies van Beatles-nummers.
The Beatles' Story werd in de Verenigde Staten uitgebracht op 23 november 1964, op dezelfde dag als hun single "I Feel Fine". Het album stond zeventien weken in de Billboard 200, met een zevende plaats als hoogste positie. In 2014 verscheen het album voor het eerst op cd als onderdeel van de box set The U.S. Albums.

## Tracks
| Nr. | Titel                                  | Duur |
| --- | -------------------------------------- | ---- |
| 1.  | On Stage with the Beatles              | 1:03 |
| 2.  | How Beatlemania Began                  | 1:20 |
| 3.  | Beatlemania in Action                  | 1:25 |
| 4.  | Man Behind the Beatles – Brian Epstein | 2:47 |
| 5.  | John Lennon                            | 5:50 |
| 6.  | Who's a Millionaire?                   | 0:39 |

| Nr. | Titel                                | Duur |
| --- | ------------------------------------ | ---- |
| 1.  | Beatles Will Be Beatles              | 7:28 |
| 2.  | Man Behind the Music - George Martin | 1:04 |
| 3.  | George Harrison                      | 4:46 |

| Nr. | Titel                                  | Duur |
| --- | -------------------------------------- | ---- |
| 1.  | A Hard Day's Night - Their First Movie | 3:08 |
| 2.  | Paul McCartney                         | 2:45 |
| 3.  | Sneaky Haircuts and More About Paul    | 3:29 |

| Nr. | Titel                        | Duur |
| --- | ---------------------------- | ---- |
| 1.  | The Beatles Look at Life     | 2:05 |
| 2.  | 'Victims' of Beatlemania     | 1:10 |
| 3.  | Beatle Medley                | 3:58 |
| 4.  | Ringo Starr                  | 6:24 |
| 5.  | Liverpool and All the World! | 1:05 |

Naast deze tracks zijn fragmenten van de volgende nummers te horen op het album:
- "I Want to Hold Your Hand"
- "Slow Down"
- "This Boy"
- "You Can't Do That"
- "Can't Buy Me Love"
- "If I Fell"
- "And I Love Her"
- "A Hard Day's Night"
- "Twist and Shout" (live)
- "Things We Said Today"
- "I'm Happy Just to Dance with You"
- "Little Child"
- "Long Tall Sally"
- "She Loves You"
- "Boys"